# Emanuel Josip Kovačič
Emanuel Josip Kovačič, slovenski rimskokatoliški duhovnik, nabožni pesnik in pisatelj, * 5. avgust 1808, Velike Malence, † 23. julij 1867, Trst.

## Življenje in delo
Končal je 6. razredov frančiškanske gimnazije v Novem mestu (1821-1827) in bogoslovje v Ljubljani ter bil leta 1836 posvečen v mašnika. Najprej je služboval v Trstu in Žminju, 1847 je postal
dekan v Dolini pri Trstu, 1851 nadzornik ljudskih šol v Trstu in 1854 kanonik v Trstu.
Prve pesmi je objavil v II. in IV. zvezku Krajnske čbelice. Prvič je opisal naravo in nagalasil versko misel, drugič pa je v verzih objavil prevod Fellingerjeveve pesmi Trinklied (Modri pivec). V imenu študentov 1. letnika bogoslovja je zložil pesem Visoke časti vrednimu gospodu...Supanu Jakopu (Ljubljana, 1832). V Trstu se je v službi šolskega nadzornika trudil, da se pri pouku uporablja tudi slovenščina. Bil je  sodelavec Drobtinic (1858-1863) in Zgodnje Danice (1860-1867). V obeh je objavil nekaj spisov v prozi  in življenjepise Matevža Ravnikarja (1858), Jožefa Balanta (1865/1866) in še nekaterih drugih duhovnikov, ter pripovedni pesmi : Sveti Ceno in sv. Justina (1858), Zlati perstan, Marija Pomočnica (1859/1860) in Vitežki Strunjar (1862). V Zgodnjo Danico je pošiljal dopise iz Trsta, začetke zgodovine Družbe Jezusove in Sonetni venec z akrostihom Vivat Pius nonus. Napisal je tudi zgodovino tržaške škofije, ki pa je ostala v rokopisu. Kovačič je bil spreten verzifikator, v njegovih pesmih pa se čuti premajhna pesniška nadarjenost.